# Giannina Chiantoni
Giannina Chiantoni Sabbatini (* 24. Juni 1881 in Bernalda; † 17. Mai 1972 in Bologna) war eine italienische Schauspielerin.

## Leben
Die sechsjährige Chiantoni, die aus einer neapolitanischen Künstlerfamilie stammt (Vater Gaetano war Schauspieler mit eigenem kleinem Ensemble, Bruder Amedeo [1871–1965] ebenso), feierte ihr Bühnendebüt neben ihrem Vater in Rosario di Santa Fé. Im Jahr 1900 wechselte sie zur „Compagnia Della Guardia-Maggi“ für „Amorosa“(etwa: „kleine Süße“)-Rollen, zwei Jahre später als „erste junge Darstellerin“ zu Ermete Novelli, der ihr bedeutendster Lehrmeister wurde. Engagements im Ensemble um Virgilio Talli/Irma Gramatica/Oreste Calabresi, mit denen sie vor allem in La figlia di Jorio am „Lirico di Milano“ großen Erfolg hatte.
1905 spielte sie in der Compagnie von Teresa Mariani, bei der sie auch ihren Mann Ernesto Sabbatini kennenlernte (allerdings wurden sie später geschieden) und bei der sie bis zu Karneval 1909 unter Vertrag stand. Nach einem kurzen Gastspiel bei Elisa Severi/Calabresi war Chiantoni drei Jahre lang bei Calabresi/Sabbatini/E. Ferrero. Nunmehr auf dem Höhepunkt ihrer Bühnenkarriere, spielte Chiantoni beim „Stabile del Manzoni“ in Mailand abwechselnd mit Irma Gramatica die weiblichen Hauptrollen und 1917 beim „Teatro Argentino“ in der italienischen Hauptstadt. Im Jahr darauf bei Giuseppe Sichel/Aristide Baghetti/Ermenegilda Zucchini und wieder ein Jahr später beim „Teatro Eclettico“ war sie erneut erste Hauptdarstellerin. Für eine kurze Zeitspanne stand sie auch einem eigenen Ensemble vor (Chiantoni/Masi/Cesare Dondini/Zucchini) und trat mit Annibale Beltrone auf. 1923 sah man sie bei der „Compagnia del Teatro Italia Sperimentale“, das von Vitgilio Talli geleitet wurde, und 1925 neben Febo Mari. Schließlich führte sie ihre Karriere 1929 zu Gualtiero Tumiati und in eine erfolgreiche Saison mit Za-Bum No. 5, nach welcher sie ihre Karriere beendete.
Im Kino debütierte sie zu Stummfilmzeiten 1910 in Gerolamo Lo Savios Re Lear und drehte einige weitere Arbeiten. 1914 trat sie neben ihrem Mann Ernesto Sabbatini in Amore senza fine der Cines auf. Auch die Tonfilmproduktionen wussten mit der Schauspielerin wenig anzufangen, sodass sie ab 1933 nur auf acht Filme (der letzte im Jahr 1955) kam.
Ihr Neffe ist der Schauspieler Renato Chiantoni.

## Filmografie (Auswahl)
- 1910: Re Lear
- 1937: Komtess von Parma (Contessa di Parma)
- 1952: Vom Landpfarrer zum Papst (Gli uomini non guardano il cielo)
- 1955: Village magique